# Alan Hale (acteur)
Pour les articles homonymes, voir Alan Hale et Hale.

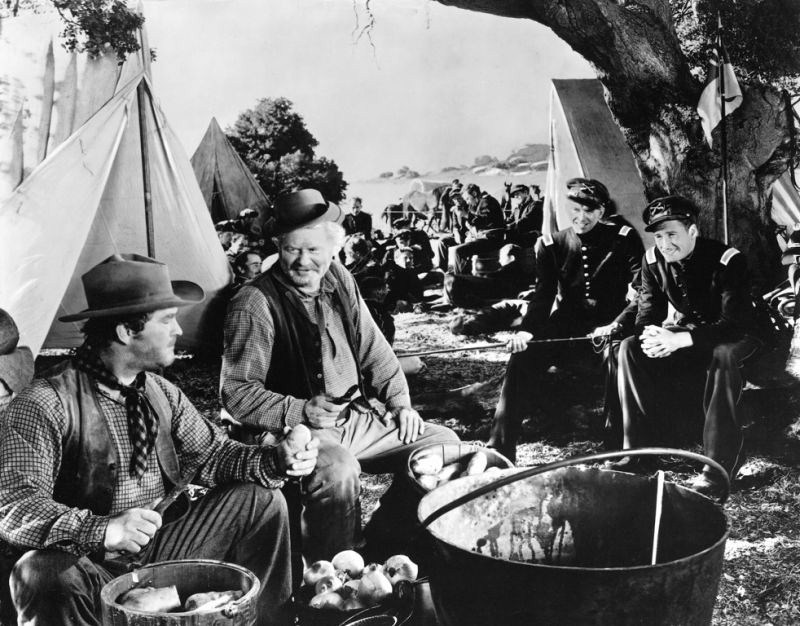
De gauche à droite : Guinn Williams, Alan Hale, Ronald Reagan et Errol Flynn, dans La Piste de Santa Fe (1940)

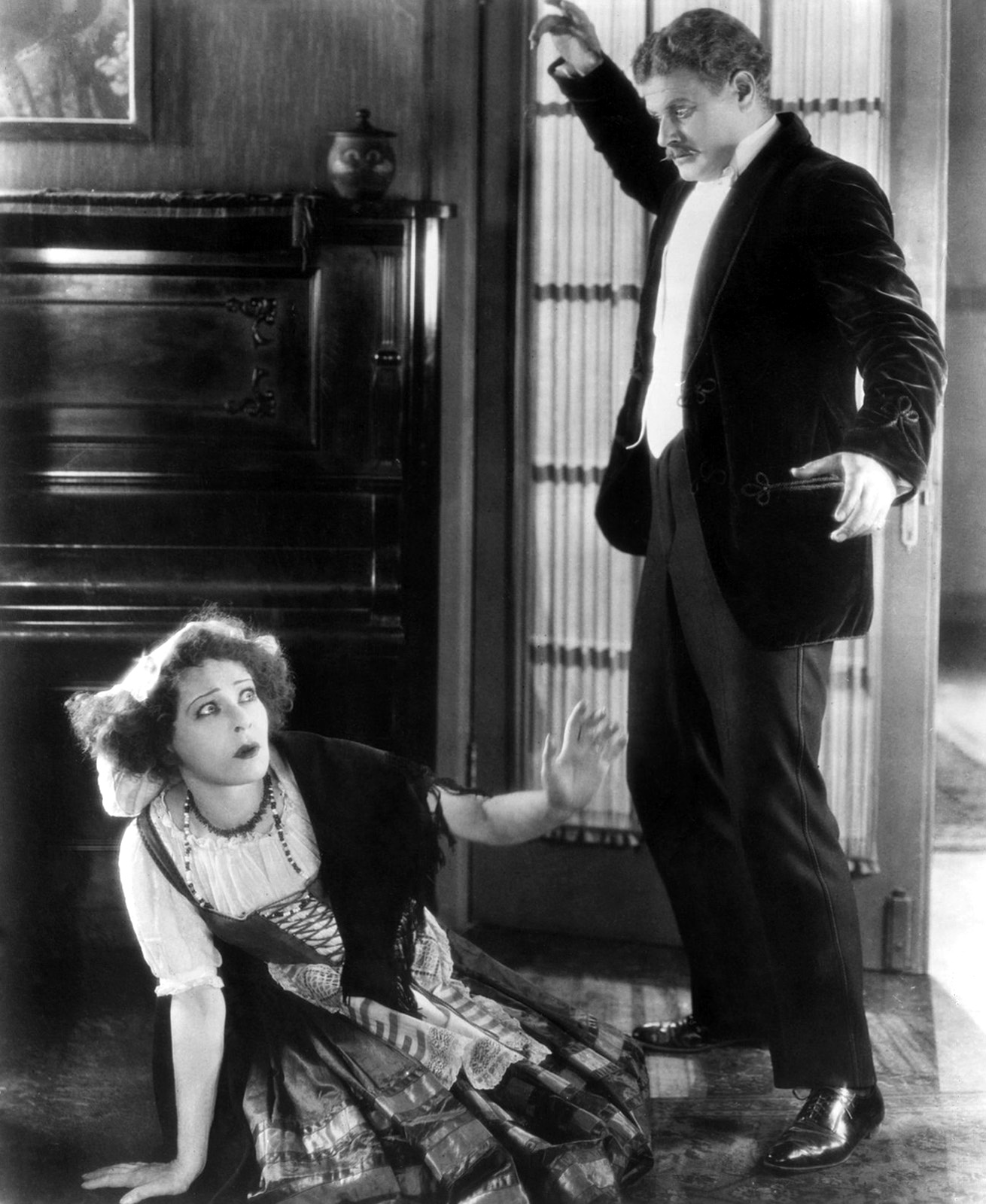
Avec Alla Nazimova, dans A Doll's House (1922)

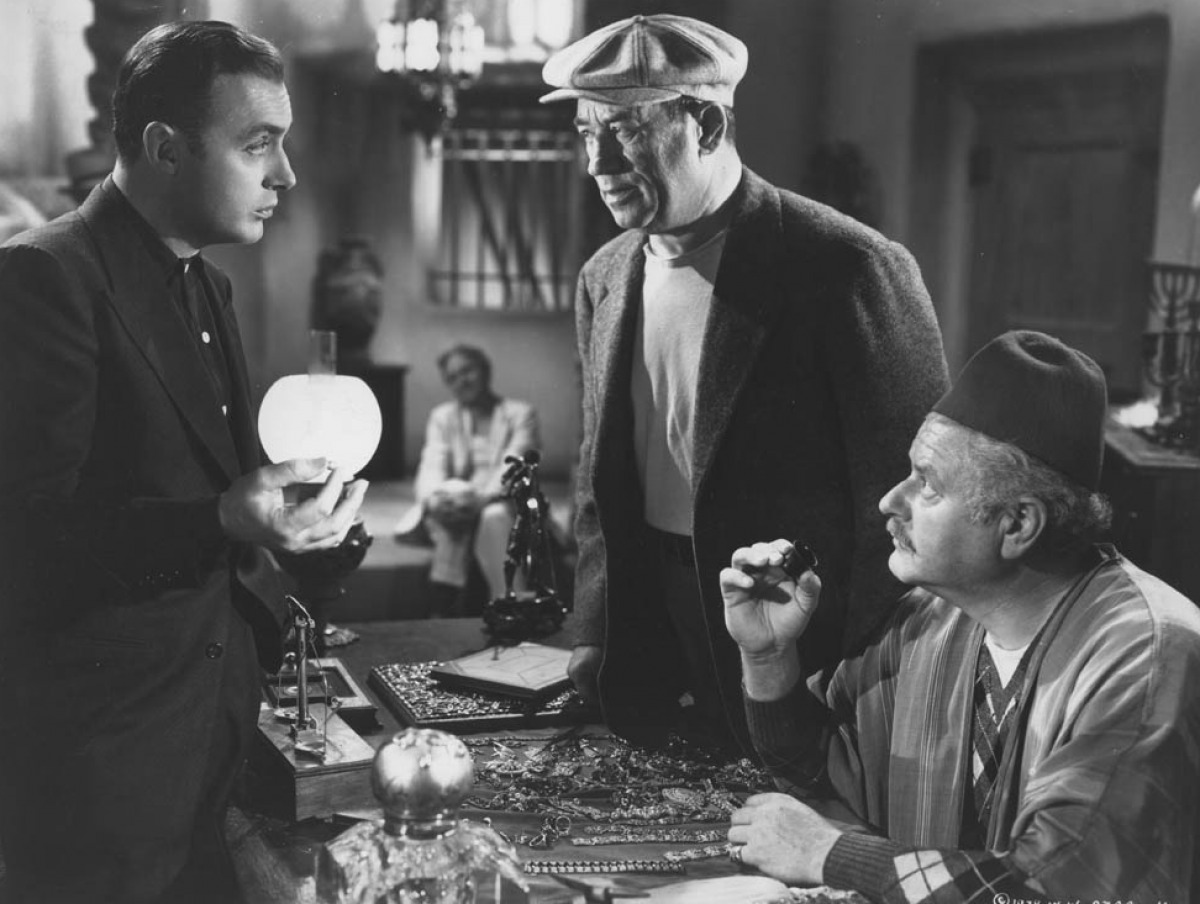
De gauche à droite : Charles Boyer, Stanley Fields et Alan Hale, dans Casbah (1938)

Alan Hale Sr. est un acteur et réalisateur américain, de son vrai nom Rufus Alan MacKahan, né à Washington le 10 février 1892, et mort à Hollywood (Californie) le 22 janvier 1950 d'une infection virale, suivie d'une crise cardiaque.

## Biographie
On le connaît surtout pour avoir été le compagnon d'Errol Flynn dans certains de ses plus grands films comme Les Aventures de Robin des Bois, Les Conquérants ou encore L'Aigle des mers. Son fils, Alan Hale Jr., est également acteur.
En outre, il est le réalisateur de neuf films muets entre 1915 et 1927, et coréalisateur (non crédité) d'un court métrage parlant en 1936 — voir filmographie ci-dessous —.
Il fut marié à l'actrice Gretchen Hartman (1897-1979) de 1914 à 1950, date de sa mort. Il en eut trois enfants.
Une étoile lui est dédiée sur le Walk of Fame d'Hollywood Boulevard.

## Filmographie

### Comme acteur
Liste partielle :
- 1915 : The Lone Cowboy de Raoul Walsh
- 1921 : Une voix dans la nuit (A Voice in the Dark) de Frank Lloyd
- 1921 : The Fox de Robert Thornby
- 1921 : Les Quatre Cavaliers de l'Apocalypse (The Four Horsemen of the Apocalypse) de Rex Ingram
- 1922 : Robin des Bois (Robin Hood) d'Allan Dwan
- 1922 : Tu ne tueras point (The Trap) de Robert Thornby
- 1922 : The Dictator de James Cruze
- 1922 : A Doll's House de Charles Bryant
- 1922 : Shirley of the Circus de Rowland V. Lee
- 1923 : Cameo Kirby de John Ford
- 1923 : La Rue des vipères (Main Street) de Harry Beaumont
- 1923 : Quicksands de Jack Conway
- 1923 : Le Petit Prince (Long Live the King) de Victor Schertzinger
- 1923 : Le Rayon mortel (The Eleventh Hour) de Bernard J. Durning
- 1923 : La Caravane vers l'Ouest (The Covered Wagon) de James Cruze
- 1925 : Ranger of the Big Pines de W. S. Van Dyke
- 1925 : Le Courrier rouge (The Crimson Runner) de Tom Forman
- 1928 : Power de Howard Higgin
- 1928 : The Cop de Donald Crisp
- 1928 : La Blonde de Singapour (Sal of Singapore) de Howard Higgin
- 1928 : Skyscraper de Howard Higgin
- 1928 : Tragédie Foraine (The Spieler) de Tay Garnett
- 1929 : Au-delà du devoir (The Leatherneck) de Howard Higgin
- 1928 : The Leopard Lady de Rupert Julian
- 1929 : Rythmes rouges (Red Hot Rhythm), de Leo McCarey
- 1931 : La Courtisane (Susan Lenox - Her Rise and Fall -) de Robert Z. Leonard
- 1931 : La Faute de Madelon Claudet (The Sin of Madelon Claudet) de Edgar Selwyn
- 1931 : La Danseuse des dieux (Aloha) de Albert S. Rogell : Stevens
- 1931 : L'Ange de la nuit (The Night Angel) d'Edmund Goulding
- 1931 : The Sea Ghost de William Nigh
- 1932 : Gare centrale (Union Depot) d'Alfred E. Green
- 1932 : Mon grand (So Big!) de William A. Wellman
- 1932 : Rebecca of Sunnybrook Farm d'Alfred Santell
- 1932 : Le Roi des allumettes (The Match King) de Howard Bretherton
- 1933 : What Price Decency d'Arthur Gregor
- 1933 : The Eleventh Commandment de George Melford
- 1933 : Destination inconnue (Destination Unknown) de Tay Garnett
- 1934 : La Patrouille perdue (The Lost Patrol) de John Ford
- 1934 : New York-Miami (It Happened One Night) de Frank Capra
- 1934 : Picture Brides de Phil Rosen
- 1934 : Et demain ? (Little Man, What Now?) de Frank Borzage
- 1934 : Fog Over Frisco de William Dieterle
- 1934 : L'Emprise (Of Human Bondage) de John Cromwell
- 1934 : La Lettre écarlate de Robert G. Vignola
- 1934 : Great Expectations de Stuart Walker
- 1934 : Images de la vie (Imitation of Life) de John M. Stahl
- 1934 : There's Always Tomorrow de Edward Sloman
- 1934 : La Course de Broadway Bill (Broadway Bill) de Frank Capra
- 1934 : Rapt d'enfant (Miss Fane's Baby Is Stolen) d'Alexander Hall
- 1934 : Babbitt de William Keighley
- 1934 : Le Petit Ministre (The Little Minister) de Richard Wallace
- 1935 : Grande Dame (Grand Old Girl) de John S. Robertson
- 1935 : Another Face de Christy Cabanne
- 1935 : Les Croisades (The Crusades) de Cecil B. DeMille
- 1935 : La Bonne Fée (The Good Fairy) de William Wyler
- 1935 : The Last Days of Pompei de Ernest B. Schoedsack et Merian C. Cooper
- 1936 : Le Mystère de Mason Park (Two in the Dark) de Benjamin Stoloff
- 1936 : Message à Garcia (A Message to Garcia) de George Marshall
- 1936 : The Country Beyond de Eugene Forde
- 1936 : Parole ! de Lew Landers
- 1936 : Yellowstone d'Arthur Lubin
- 1936 : C'est donc ton frère (Our Relations) de Harry Lachman
- 1937 : Le Prince et le Pauvre (The Prince and the Pauper) de William Keighley
- 1937 : La Loi de la forêt (God's Country and the Woman) de William Keighley
- 1937 : La Furie de l'or noir (High, Wide and Handsome) de Rouben Mamoulian
- 1937 : Stella Dallas de King Vidor
- 1937 : Le Prince X (Thin Ice) de Sidney Lanfield
- 1937 : Musique pour madame de John G. Blystone
- 1938 : Les Aventures de Robin des Bois (The Adventures of Robin Hood) de Michael Curtiz et William Keighley
- 1938 : Surprise Camping (Listen, Darling) de Edwin L. Marin
- 1938 : Les Aventures de Marco Polo (The Adventures of Marco Polo) de Archie Mayo
- 1938 : Quatre Hommes et une prière (Four Men and a Prayer) de John Ford
- 1938 : Casbah (Algiers) de John Cromwell
- 1938 : Valley of the Giants de William Keighley
- 1938 : Nuits de bal (The Sisters) de Anatole Litvak
- 1939 : Pacific Liner de Lew Landers
- 1939 : Les Conquérants (Dodge City) de Michael Curtiz
- 1939 : La Vie privée d'Élisabeth d'Angleterre (The Private Lives of Elizabeth and Essex) de Michael Curtiz
- 1939 : L'Homme au masque de fer (The Man in the Iron Mask) de James Whale
- 1939 : Jeunesse triomphante (Dust Be My Destiny) de Lewis Seiler
- 1939 : On Your Toes de Ray Enright
- 1940 : The Fighting 69th de William Keighley
- 1940 : La Caravane héroïque (Virginia City) de Michael Curtiz
- 1940 : L'Aigle des mers (The Sea Hawk) de Michael Curtiz
- 1940 : La Piste de Santa Fe (Santa Fe Trail) de Michael Curtiz
- 1940 : Une femme dangereuse (They Drive by Night) de Raoul Walsh
- 1940 : L'Enfer vert (Green Hell) de James Whale
- 1940 : Three Cheers for the Irish de Lloyd Bacon
- 1940 : Tugboat Annie Sails Again de Lewis Seiler
- 1941 : Des pas dans la nuit (Footsteps in the Dark) de Lloyd Bacon
- 1941 : L'Entraîneuse fatale (Manpower) de Raoul Walsh
- 1941 : La Blonde framboise (The Strawberry Blonde) de Raoul Walsh
- 1942 : Sabotage à Berlin (Desperate journey), de Raoul Walsh
- 1942 : Les Chevaliers du ciel (Captains of the Clouds) de Michael Curtiz
- 1942 : Gentleman Jim de Raoul Walsh
- 1943 : Convoi vers la Russie (Action in the North Atlantic) de Lloyd Bacon
- 1943 : Destination Tokyo (titre original) de Delmer Daves
- 1943 : Remerciez votre bonne étoile (Thank your lucky stars) de David Butler
- 1944 : Hollywood Canteen de Delmer Daves : Cameo
- 1945 : Roughly Speaking de Michael Curtiz
- 1945 : Hôtel Berlin (Hotel Berlin) de Peter Godfrey
- 1946 : Nuit et Jour (Night and Day) de Michael Curtiz
- 1946 : La Fille et le Garçon (The Time, the Place and the Girl) de David Butler
- 1947 : La Vallée de la peur (Pursued) de Raoul Walsh
- 1947 : L'Homme que j'aime (The Man I Love) de Raoul Walsh
- 1948 : Les Aventures de don Juan (Adventures of Don Juan) de Vincent Sherman
- 1948 : Whiplash de Lewis Seiler
- 1950 : Stars in My Crown de Jacques Tourneur
- 1950 : Colt .45 d'Edwin L. Marin
- 1950 : La Revanche des gueux (Rogues of Sherwood Forest) de Gordon Douglas où il jouera pour la troisième fois le rôle de Petit Jean

### Comme réalisateur
Filmographie complète :
- 1915 : The Passing Storm, court métrage, avec Claire McDowell
- 1925 : The Scarlet Honeymoon, avec Shirley Mason, J. Farrell MacDonald
- 1925 : The Wedding Song, avec Leatrice Joy
- 1925 : Braveheart, avec Rod La Rocque
- 1926 : Forbidden Waters
- 1926 : The Sporting Lover, avec Conway Tearle
- 1926 : Risky Business, avec Zasu Pitts
- 1927 : Rubber Tires, avec Bessie Love, May Robson
- 1936 : Neighborhood House, court métrage de Charley Chase, Harold Law (crédités) et Alan Hale (non crédité), avec Charley Chase